# Raroh velký

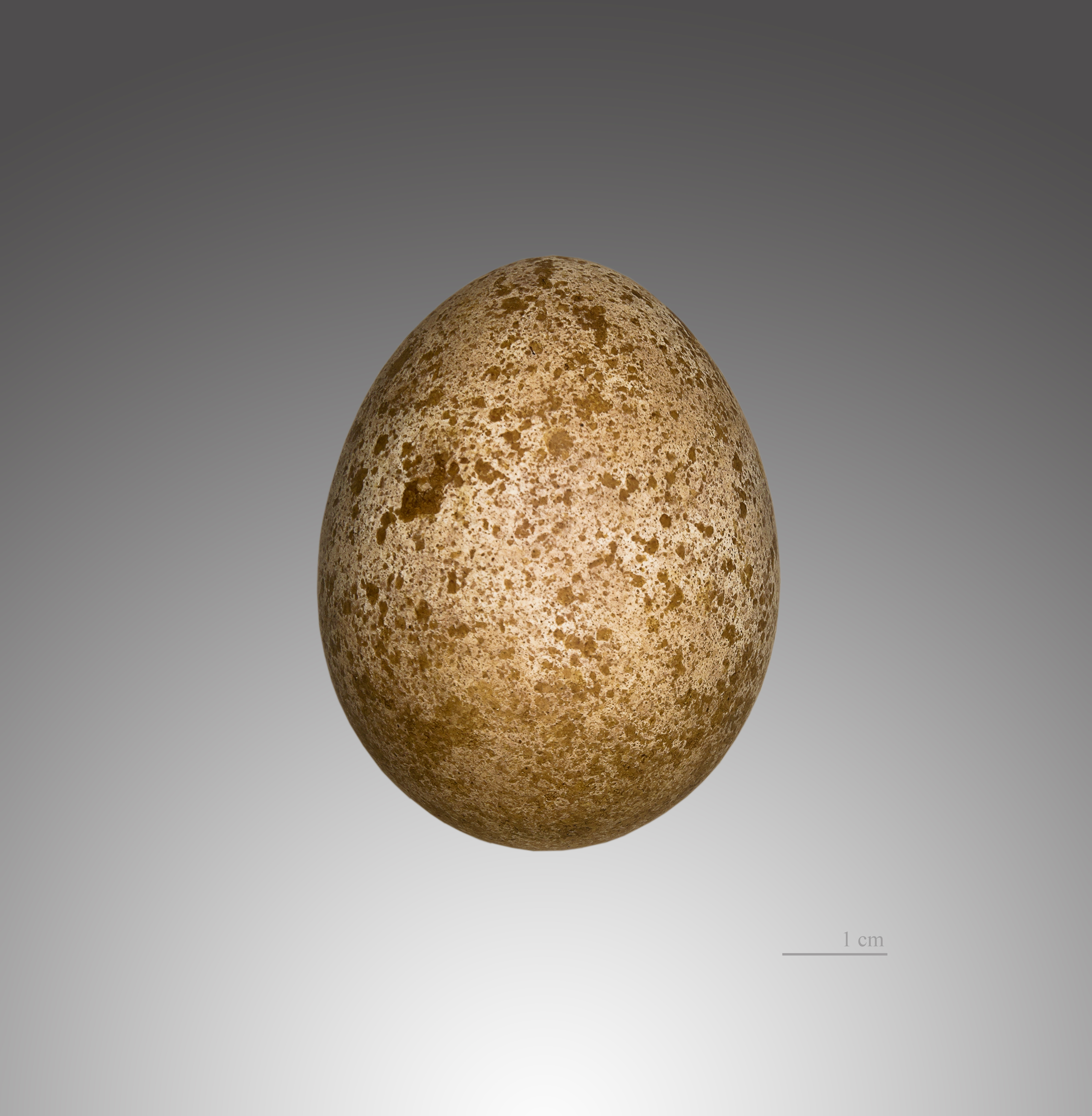
Falco cherrug

Raroh velký (Falco cherrug) je ohrožený dravý pták z čeledi sokolovitých. Hnízdí v rozmezí od části střední Evropy poté východní Evropy východně přes Asii až po Mandžusko. Je převážně tažný, zimuje v Etiopii, na Arabském poloostrově, v severní Indii, Íránu a západní Číně.

## Popis
Raroh velký je velký dravec dorůstající 47–55 cm s rozpětím křídel 105–129 cm. Svrchu je převážně hnědý s šedými letkami, temeno hlava je zbarveno hnědě. Spodina těla je světlá s hnědými šmouhami na břiše. Obě pohlaví jsou si velmi podobná, mladí ptáci jsou v porovnání s dospělci jednotvárněji hnědější.
Obývá otevřené krajiny s řídkým porostem stromů. Živí se zejména hlodavci a ptáky, které loví přímým pronásledováním. Hnízdí na zemi, holých skalních římsách nebo v opuštěných hnízdech jiných větších ptáků na stromech. Snáší 3–6 vajec.
Raroh velký je v současné době vyhodnocen jako ohrožený druh. Důvodem je rychlý populační pokles, který je viditelný zvláště na asijském kontinentě. Jeho největší hrozbou je ztráta přirozeného biotopu, znečištění a lov. V roce 2017 byla jeho populace odhadována na 12 200–29 800 dospělých jedinců.